# Лоран Фурније
Лоран Фурније (фр. Laurent Fournier; Лион, 14. септембар 1964) бивши је француски фудбалер. Након завршетка играчке каријере постао је фудбалски тренер.

## Каријера
Током фудбалске каријере је наступао искључиво за француске клубове. Дебитовао је у првој лиги 8. новембра 1980. године, када је имао само 16 година. После осам проведених сезона у Лиону, потом је две провео у супарничком клубу Сент Етјен. Касније 1990. прелази у редове Олимпика из Марсеља, који је у то време постао један од најбољих европских тимова.
У сезони 1990/91, играо је финале Купа европских шампиона против београдске Црвене звезде, у ком је Марсељ поражен након извођења једанаестераца. После тога је играо још за Париз Сен Жермен, Бордо и Бастију.
За фудбалску репрезентацију Француске одиграо је три утакмице током 1992. године. Након завршетка играчке каријере 1998. године, посветио се тренерском послу.

## Успеси
Париз Сен Жермен
- Лига 1: 1993/94.
- Куп Француске: 1993, 1998.
- Куп победника купова: 1995/96.
- Суперкуп Европе: финале 1996.

Олимпик Марсељ
- Лига 1: 1990/91.
- Лига шампиона: финале 1991.